# Victor Ikpeba
Victor Nosa Ikpeba (* 12. Juni 1973 in Benin City) ist ein ehemaliger nigerianischer Fußballspieler.

## Karriere

### Verein
Nach seiner Jugendzeit beim ACB Lagos wechselte er zum belgischen Verein FC Lüttich, wo er zusammen mit seinem Landsmann Sunday Oliseh spielen konnte. 1993 wurde der Stürmer zum besten afrikanischen Fußballer der belgischen Liga gewählt und anschließend vom AS Monaco verpflichtet. Dort erlebte er unter Trainer Arsène Wenger in der folgenden Zeit die besten Jahre seiner Karriere, unter anderem mit dem Gewinn der französischen Meisterschaft 1997, zu der er 13 Treffer beitragen konnte, und der Wahl zu Afrikas Fußballer des Jahres im selben Jahr. 1999 verpflichtete Borussia Dortmund den Stürmer für eine Ablöse von 6 Millionen €. Beinahe hätte ihn Reggina Calcio verpflichtet, doch seine Frau Veronica soll ihn am Tag der Vertragsunterschrift im Haus eingesperrt haben, weil es ihr in Monaco so gut gefiel. Nachdem seine Frau, die ihm drei Kinder hinterließ, im Mai 2000 an Brustkrebs verstarb, fand er nie wieder zu seiner alten Form zurück. So konnte er sich in seinen zwei Jahren beim BVB nicht durchsetzen (nur 3 Tore in 30 Spielen) und wechselte 2001 leihweise für ein Jahr zu Betis Sevilla. Aber auch bei Betis konnte er nicht positiv auf sich aufmerksam machen, da ihn der Trainer als übergewichtig ansah, kam er insgesamt nur auf 3 Einsätze für Betis. 2002 wechselte er wieder nach Afrika zum libyschen Klub Al-Ittihad. Aufgrund finanzieller Dissonanzen verließ Ikpeba 2003 den Verein vorzeitig, sodass er ein halbes Jahr vereinslos war. 2004 unterschrieb der Nigerianer einen Halbjahresvertrag bei Sporting Charleroi, wo Robert Waseige, der ihn 1989 entdeckt hatte, Trainer war. 2005 beendete Ikpeba, nachdem er noch kurz in Doha bei Al-Sadd gespielt hatte, seine Karriere.

### Nationalmannschaft
Er bestritt insgesamt 30 Länderspiele für die nigerianische Fußballnationalmannschaft und nahm unter anderem an der Fußball-Weltmeisterschaft 1994 in den USA teil.  Bei den Olympischen Sommerspielen 1996 in Atlanta gewann er mit der nigerianischen Auswahl die Goldmedaille. Außerdem nahm er vier Mal an einer Afrikameisterschaft teil, wo er 1994 Gold holen konnte. 2000 stand er kurz davor, diesen Triumph zu wiederholen. Doch im Elfmeterschießen im Finale wurde sein Elfmeter nicht anerkannt, obwohl er eindeutig hinter der Linie war. Zudem verschoss auch Nwankwo Kanu seinen Elfmeter gegen Kamerun.

## Erfolge
Verein
- Französische Meisterschaft: 1996/97
- Französischer Supercup: 1997
- Belgischer Pokal: 1989/90
- Libyscher Meister: 2003

Nationalmannschaft
- Olympiasieger: 1996
- Gold bei der Afrikameisterschaft: 1994 (1 Einsatz)
- Silber bei der Afrikameisterschaft: 2000 (3 Einsätze/2 Tore)
- Bronze bei der Afrikameisterschaft: 1992 (1 Einsatz), 2002 (1 Einsatz)
- Teilnahme an einer Fußball-Weltmeisterschaft: 1994 (kein Einsatz), 1998 (3 Einsätze/1 Tor)

Persönliche Auszeichnungen
- Afrikas Fußballer des Jahres: 1997
- Bester afrikanischer Spieler in der belgischen Liga: 1993